# Кергеленское плато
Кергеленское плато — подводное плато вулканического происхождения, расположенное в южной части Индийского океана и частично в Южном океане, одно из крупнейших подводных плато планеты. Находится примерно в 3 тыс. км к юго-западу от Австралии, вытянуто более чем на 2,2 тыс. км с северо-запада на юго-восток. Глубины составляют от 1 до 4 тыс. метров.

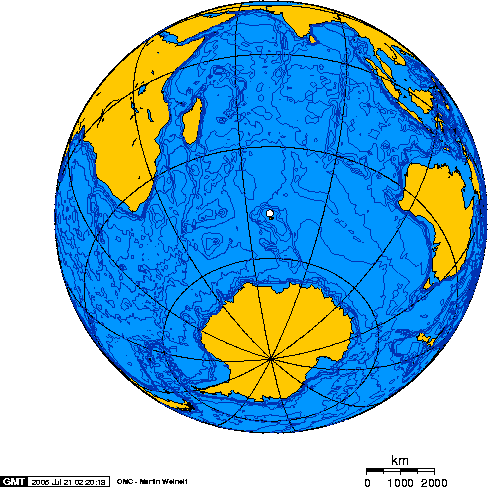
Расположение плато — точкой отмечены острова Кергелен

Плато было образовано горячей точкой после разлома Гондваны около 120 млн лет назад в результате серии мощных магматических извержений, продолжавшихся 25 млн лет. Результаты геологических исследований показали, что в течение периода до 40 млн лет плато находилось на поверхности или на очень небольшой глубине. Фрагменты древесины и угля, найденные в осадках верхнего мела, свидетельствуют о том, что плато могло быть покрыто лесом. Осадочные горные породы плато сходны с австралийскими и индийскими образцами, что говорит о том, что они некогда были едины.
Возвышающиеся над поверхностью океана вершины вулканов образуют архипелаг Кергелен, остров Херд и острова Макдоналд. Последние два находятся на хребте Биг-Бен, где вулканическая активность время от времени возобновляется.